# Tricoryne corynothecoides
Tricoryne corynothecoides är en grästrädsväxtart som beskrevs av Gregory John Keighery. Tricoryne corynothecoides ingår i släktet Tricoryne och familjen grästrädsväxter. Inga underarter finns listade i Catalogue of Life.